# 九龍巴士234X線
九龍巴士234X線是香港的一條巴士路線，來往 荃灣（灣景花園）及尖沙咀東（麼地道），途經尖沙咀、佐敦、油麻地、旺角、深水埗、長沙灣、荃灣市中心和麗城花園，是荃灣兩條全日來往尖沙咀的路線之一（另外一條是238X）。
九龍巴士234P線是234X線的繁忙時間特快路線，祇於星期一至六上午開出一班單向由灣景花園往尖沙咀碼頭，經西九龍走廊直達油尖旺區，不會停靠深水埗區所有車站。

## 歷史
當年九巴的路線發展計劃，是計劃開辦34X（荃灣西約至美孚），直至運輸署放寬公共交通協調政策，才將原有的計劃修改，改為開辦一條直達尖沙咀的新線。
- 1990年11月4日：234X線開辦，來往荃灣西約（後稱灣景花園）及尖沙咀漢口道（半島酒店對面）。往尖沙咀方向除了平日早上繁忙時間取道大涌道往荃灣路外，其餘時間均繞經青山公路、大河道、沙咀道、大涌道。
- 1992年3月16日：往尖沙咀方向改為由青山公路經大涌道直接往荃灣路。
- 1992年10月5日：荃灣區總站遷入灣景花園，以配合該巴士總站啟用。
- 1996年：本線改以雙層巴士行走。
- 2002年11月29日：增設早上特快班次234P，只於逢星期一至六上午8時10分由灣景花園開出一班，單向前往尖沙咀碼頭，不停美孚地鐵站至太子一段中途站，並加停荔枝角道旺角維景酒店分站（即鴉蘭街分站）。
- 2007年8月26日：尖沙咀總站遷往尖沙咀東麼地道公共交通交匯處，以配合九龍南綫工程和該公共交通交匯處啟用；往尖沙咀方向仍然繞入尖沙咀碼頭，往荃灣方向改停彌敦道半島酒店分站。
- 2013年4月：為突顯本路線能直達荃灣市中心，九巴於行走本路線而設有電子路線牌的巴士上，車頭地點牌的顯示由「灣景花園」改為「荃灣灣景花園」。
- 2015年11月28日：為配合低排放區政策，本線原使用的13輛掛牌車中有12輛被換走，換入Envrio400及首次換入長達12米的Enviro500 MMC作為掛牌車，打破一向不可使用長車行走本線的「禁令」。
- 2015年6月27日：增設到站時間預報。[3]
- 2017年7月17日：本線來回程永久改道如下：
  - 往尖沙咀方向：駛離中間道分站後，直接前往麼地道總站，不再繞經尖沙咀碼頭。
  - 往荃灣方向：駛離麼地道總站後，先繞經尖沙咀碼頭，後返回彌敦道原線。
- 2018年6月17日：往尖沙咀方向取消長樂街分站，改停西貢街分站。[4]

## 服務時間及班次
234X
| 荃灣（灣景花園）開 | 荃灣（灣景花園）開 | 荃灣（灣景花園）開 | 尖沙咀東（麼地道）開 | 尖沙咀東（麼地道）開 | 尖沙咀東（麼地道）開 |
| 日期               | 服務時間           | 班次（分鐘）       | 日期                 | 服務時間             | 班次（分鐘）         |
| ------------------ | ------------------ | ------------------ | -------------------- | -------------------- | -------------------- |
| 星期一至五         | 06:15-20:00        | 15                 | 星期一至五           | 07:30-08:10          | 20                   |
| 星期一至五         | 20:00-23:00        | 20                 | 星期一至五           | 08:10-08:55          | 15                   |
|                    |                    |                    | 星期一至五           | 08:55-11:15          | 20                   |
| 11:15-22:00        | 15                 |                    | 星期一至五           |                      |                      |
| 22:00-00:00        | 20                 |                    | 星期一至五           |                      |                      |
| 星期六             | 06:15-19:00        | 15                 | 星期六               | 07:30-08:10          | 20                   |
| 星期六             | 19:00-23:00        | 20                 | 星期六               | 08:10-08:40          | 15                   |
|                    |                    |                    | 星期六               | 08:40-12:00          | 20                   |
| 12:00-23:00        | 15                 |                    | 星期六               |                      |                      |
| 23:00-00:00        | 20                 |                    | 星期六               |                      |                      |
| 星期日及公眾假期   | 06:15-07:15        | 20                 | 星期日及公眾假期     | 07:30-08:10          | 20                   |
| 星期日及公眾假期   | 07:15-19:00        | 15                 | 星期日及公眾假期     | 08:10-08:40          | 15                   |
| 星期日及公眾假期   | 19:00-23:00        | 20                 | 星期日及公眾假期     | 08:40-12:00          | 20                   |
|                    |                    |                    | 星期日及公眾假期     | 12:00-22:00          | 15                   |
| 22:00-00:00        | 20                 |                    | 星期日及公眾假期     |                      |                      |

234P
- 荃灣（灣景花園）開：
  - 星期一至五：08:10

星期六、日及公眾假期不設服務

## 收費
234X／234P
全程:$10.2

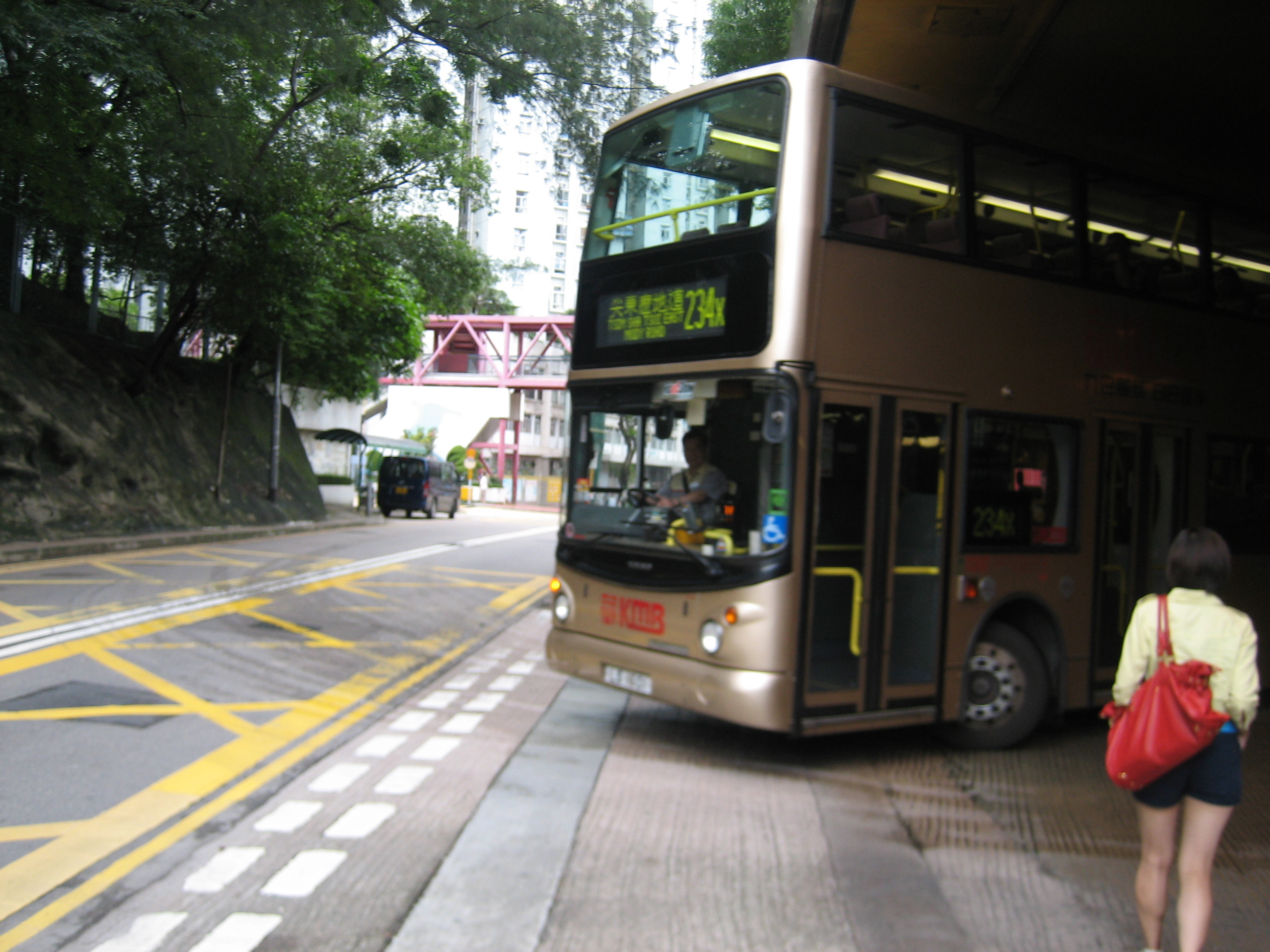
灣景花園開出的234X需要以180度掉頭，由此可得知234X用車受到的限制

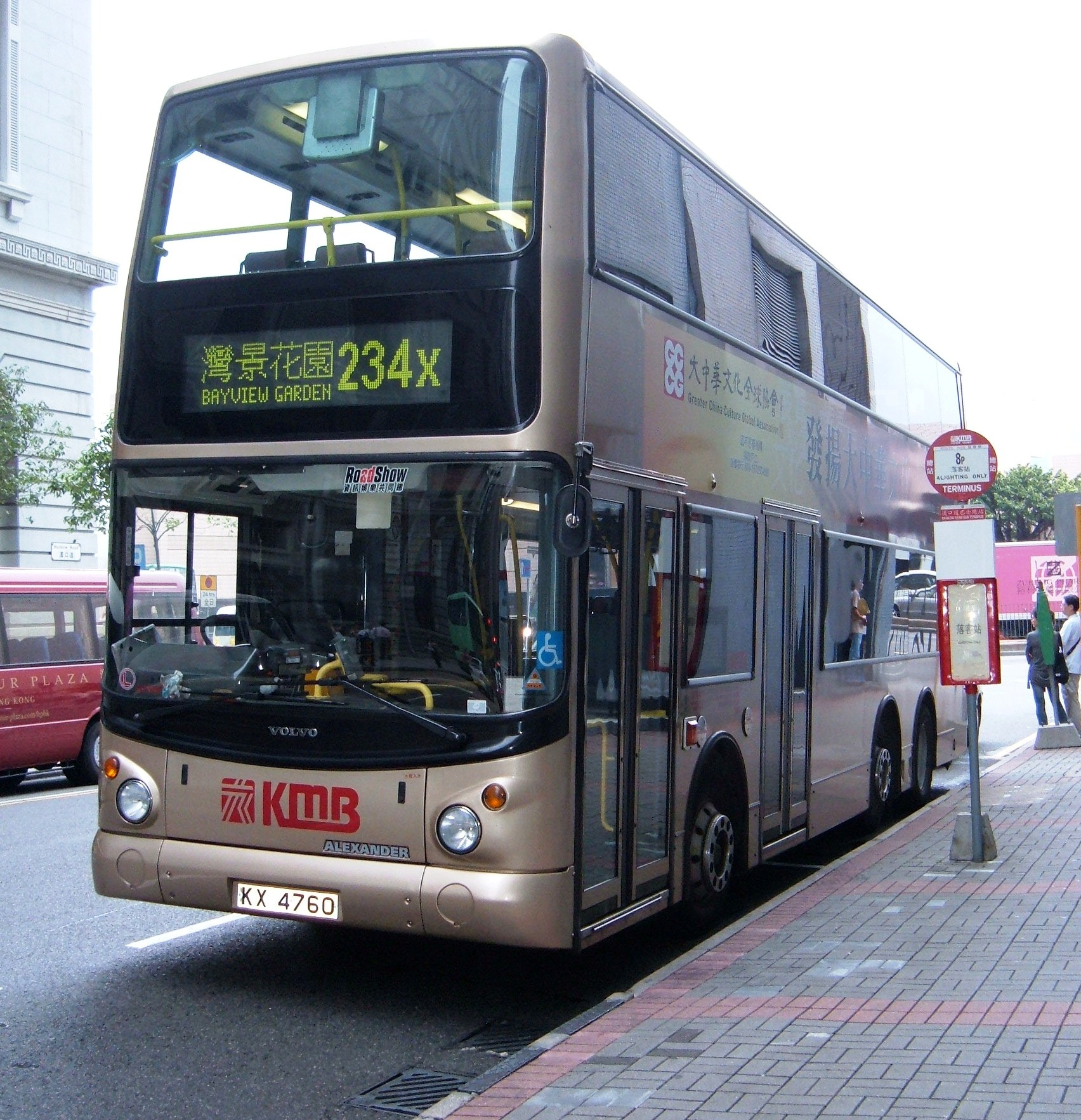
234X遷往尖沙咀東（麼地道）巴士總站之前的尖沙咀漢口道巴士總站

- 美孚站往尖沙咀東（麼地道）：$7.2（只適用於234X線）
- 太子站往尖沙咀東（麼地道）(234X)／鴉蘭街往尖沙咀碼頭 (234P)：$5.8
- 美孚站往荃灣（灣景花園）：$7.4（只適用於234X線）
- 建明街往荃灣（灣景花園）：$4.6 （只適用於234X線）

| - 本線設有12歲以下小童及65歲或以上長者半價優惠。 - 65歲或以上香港居民使用「樂悠咭」，以及12歲以下合資格殘疾兒童使用「殘疾人士身份」個人八達通繳付車資，均可享有每程$2.0或半價（以較低者為準）的票價優惠；12至64歲合資格殘疾人士使用「殘疾人士身份」個人八達通（包括「樂悠咭」），以及60至64歲香港居民使用「樂悠咭」繳付車資，均可享有每程$2.0或全費（以較低者為準）的票價優惠。 - 65歲或以上長者如使用長者或一般個人八達通繳付車資，則只可享有半價優惠；12至64歲合資格殘疾人士如不使用「殘疾人士身份」個人八達通，以及60至64歲人士如不使用「樂悠咭」繳付車資，必須繳付全費。 - 乘客可以現金或八達通於上車時付款，不設找續。 - 每位成人乘客可免費攜帶最多兩名4歲以下而不佔座位的兒童乘客乘車，超額之4歲以下小童必須繳付小童車費乘車。 - 持有「九巴月票」之乘客在車票有效期內，每日可享最多10程任何九龍巴士及龍運巴士路線（包括本路線，以及聯營路線的九龍巴士／龍運巴士提供的班次；惟乘搭機場「A」及「NA」線則可享原價二七折優惠（不會計算每天10次合資格車程））；而B1線則每日可享最多各2程（不會計算每天10次合資格車程）。 - 九龍巴士、城巴、龍運巴士及陽光巴士全職員工及家屬（不包括外判職員）可免費乘搭本路線，惟必須拍職員或職員家屬八達通。 - 乘客亦可透過多元化電子支付系統（e度嘟）繳付車資，包括使用非接觸式VISA卡、JCB卡、萬事達卡、銀聯卡、美國運通、大來國際、Discover Card、Apple Pay、Google Pay、Samsung Pay、AlipayHK「易乘碼」、支付寶、WeChatHK／微信支付「搭車碼」、銀聯雲閃付「乘車碼」及BOC Pay「乘車碼」。乘客使用此付款方式，使用此支付方式的乘客可享有中途下車之分段收費，以及與其他九巴／龍運獨營路線或聯營線九巴／龍運班次之轉乘優惠，惟不適用於與非九巴／龍運路線之轉乘優惠，亦不能享有「公共交通費用補貼計劃」及「長者及合資格殘疾人士公共交通票價優惠計劃」。 |

### 八達通轉乘優惠
乘客登上本線後150分鐘內以同一張八達通卡轉乘以下路線，或從以下路線登車後150分鐘內以同一張八達通卡轉乘本線或234P線，次程可獲車資折扣優惠：
234X/P↔234A/B，次程可獲$4.2折扣優惠
- 234X往灣景花園 → 234A/B往浪翠園
- 234A/B往荃灣西站 → 234X/P往尖沙咀

234X/P↔18，次程可獲$4.2折扣優惠
- 234X/P往尖沙咀 → 18往愛民
- 18往深水埗 → 234X往灣景花園

234X/P↔59M/60M/61M/66M
- 234X往灣景花園 → 59M/60M/61M/66M往屯門，次程可獲$5.8折扣優惠（如於美孚乘搭234X，次程折扣則為$4.2）
- 59M/60M/61M/66M往荃灣/葵涌 → 234X/P往尖沙咀，次程可獲$5.8折扣優惠

可同時享用屯門公路轉車站轉乘優惠

## 使用車輛
由於在本路線受到灣景花園總站的路面所限制，所以一直無法使用長過11米的巴士。在2015年11月28日前，巴士於原本最近青山公路的一個坑位開出需以180度大掉頭，如使用11米或12米巴士則需要由其他坑位開出或出坑時扭向左邊再駛出，非常費時而且會阻塞交通，所以九巴一直未改用較長的巴士行駛本路線，只在車務調動下才有11米或12米巴士行走。
2010年12月13日，本路線增派1輛長收字軌（即不常出車），但車牌未明。
34M線的掛牌車－富豪B7RLE (AVC)－也曾經以支援車身份行走本線。
2012年6月30日，兩輛丹尼士飛鏢（AA37、AA39）以加班車身份行走本線（P01），由於此特見較罕有，在兩邊總站共吸引了多名巴士迷拍攝。
由2015年11月28日起，為配合低排放區政策，本線換入9輛亞歷山大丹尼士Enviro 500 MMC 12米 (ATENU)及2輛亞歷山大丹尼士Enviro 400 (ATSE)，以取代原有的富豪超級奧林比安 10.6米 (ASV)，為本線首次換入長達12米的巴士行走。而為應對更換更長車型問題，灣景花園巴士總站亦同時重新編排月台。
2016年4月18日，九巴把本線原有的12米掛牌車全數換入配Facelift車身的亞歷山大丹尼士Enviro 500 MMC (ATENU)，而原有車輛則調至935線、934線或其他路線，但由於935線車長要求更換回原有車型。故在不足一星期後 (25/4) ，本線重新換入配用舊款車身的亞歷山大丹尼士Enviro 500 MMC (ATENU)。有趣的是，在此段期間，配Facelift車身的掛牌車沒有全部行走本線，反而使用舊款車身的亞歷山大丹尼士Enviro 500 MMC 則成為本線當時的主力車型。
2016年10月，其中一輛亞歷山大丹尼士Enviro 400 (ATSE) 掛牌車以一輛亞歷山大丹尼士Enviro 500 MMC (ATENU)取代，部分掛牌更換上新出牌的巴士。
現時，本線獲派12輛亞歷山大丹尼士Enviro 500 MMC 12米（ATENU）雙層空調巴士，均屬荔枝角車廠。
| 車隊編號  | 車牌   |
| --------- | ------ |
| ATENU948  | UA1216 |
| ATENU1270 | VC5537 |
| ATENU1285 | VD6235 |
| ATENU1291 | VD9148 |
| ATENU1294 | VD9912 |
| ATENU1297 | VE1594 |
| ATENU1305 | VE2684 |
| ATENU1491 | VN2405 |
| ATENU1492 | VN2495 |
| ATENU1499 | VN1922 |
| ATENU1501 | VN2411 |
| ATENU1502 | VN2775 |

## 行車路線
234X/234P

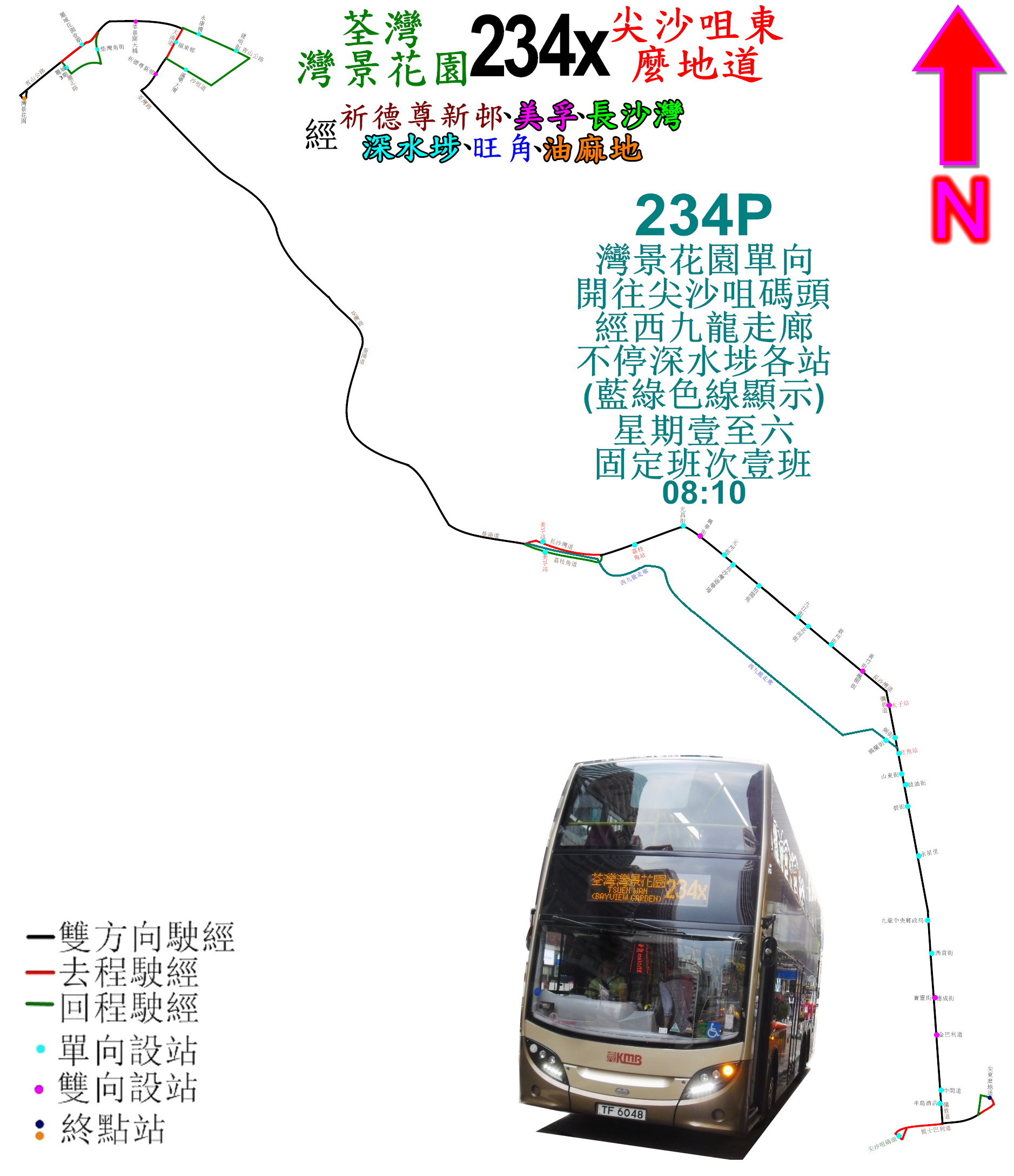
234X線及234P線的走線圖，當中藍綠色表示234P的走線

 荃灣（灣景花園）開經：青山公路－荃灣段、大涌道、大涌道交匯處、荃灣路、葵涌道、長沙灣道、彌敦道及梳士巴利道。
234P依234X原線駛至葵涌道後，改經荔枝角道、西九龍走廊、太子道西、荔枝角道，然後返回彌敦道234X原線，而不經斜體字之路段。
尖沙咀東（麼地道）開經：麼地道、漆咸道南、梳士巴利道、尖沙咀天星碼頭公共運輸交匯處、梳士巴利道、彌敦道、長沙灣道、荔枝角道、葵涌道、荃灣路、大涌道交匯處，大涌道、沙咀道、大河道、青山公路－荃灣段、海興路、海安路、麗志路及青山公路－荃灣段。
234X線具體停站請參考資訊框。
234P線具體停站請參考資訊框。

## 客量
本線雖然與港鐵荃灣線重叠，但本線的主要客源並不在荃灣市中心，而集中在荃灣西約一帶的麗城花園、灣景花園等屋苑，因此即使本路線往尖沙咀方向不途經荃灣市中心，客量都不俗。另一方面，以荃灣西約一帶前往尖沙咀而言，本路線較乘搭小巴轉乘港鐵快和直接，因此不少乘客都會乘搭本路線前往九龍西。
然而，本線的班次卻一直不理想，即使在繁忙時間也需要十分鐘或以上才有一班車，而且本路線需要行走整條長沙灣道及彌敦道，與港鐵荃灣線完全重叠，加上長沙灣道及彌敦道於繁忙時間經常有塞車的情況，令本線經常脫班，令不少乘客改乘港鐵。加上，30X線有一定程度的脫班現象，故乘客較難觸摸候車時間，基本上每日兩線部份班次也會拖卡到站，但由於本線修改時間表至15分鐘定點班次，加上九巴推出巴士到站時間預報系統服務，進一步方便乘客容易預計下一班次的到達時間，客量有所回升，假日部分班次更有可能出現客滿情況。

## 九巴月薪車長大聯盟罷駛事件
於2017年9月深水埗城巴北大嶼山路線車禍後，運輸署對《巴士車長工作、休息及用膳時間指引》作出修改，而九巴亦公布「車長薪酬改善方案」，但被指資方只將獎金撥入底薪計算，被部份車長形容方案是數字遊戲，亦批評資方只與「汽車交通運輸業總工會九巴分會」及「九巴職工總會」進行協商，並不能代表車長意見，女司機葉蔚琳（駕駛ATENU574）及數位車長於是在2018年2月24日晚上20:00於九龍尖沙咀東（麼地道）巴士總站進行響號及罷駛五輛巴士至午夜24:00。
2018年2月27日凌晨二時左右，雙方成功洽談。

## 註腳
1. 1 2  . 九龍巴士（一九三三）有限公司.   [2024-02-22]. （原始内容存档于2023-12-26） （中文（香港））.
2. 1 2  . 九龍巴士（一九三三）有限公司.   [2024-02-22]. （原始内容存档于2023-12-26） （中文（香港））.
3. ↑  九龍巴士（一九三三）有限公司，<http://www.kmb.hk/tc/news/press/archives/news201506262242.html （页面存档备份，存于） 146條路線增設巴士到站時間預報服務 覆蓋逾半九巴及龍運路線〉［新聞稿］，2015年6月26日。
4. ↑  九龍巴士（一九三三）有限公司，〈9, 208, 234P, 234X, 281A 巴士站遷移 （页面存档备份，存于）〉［乘客通告］，2018年6月。
5. ↑  .   [2012-08-09]. （原始内容存档于2020-11-01）. （页面存档备份，存于）